# 71485 Brettman
71485 Brettman este o planetă minoră (asteroid), cu un diametru de 4,658 km, din centura de asteroizi. A fost descoperită pe 30 ianuarie 2000 la Catalina Station⁠(d) de Catalina Sky Survey. 
Obiectul prezintă o orbită caracterizată de o semiaxă mare de 3,0498449762847 UAi, o excentricitate de 0,08161716500792, o înclinație de 10,20942517345 ° în raport cu ecliptica.